# Tobias Karlsson (friidrottare)
Tobias Karlsson, född 8 maj 1974, är en svensk före detta friidrottare (sprintlöpning). Han tävlade för KA 2 IF.
Vid VM i friidrott i Göteborg 1995 deltog han i det svenska korta stafettlaget som tog sig till final på 4x100 meter men där diskvalificerades (de andra i laget var Matias Ghansah, Lars Hedner och Peter Karlsson).